# Abigail Sciuto
Abigail "Abby" Sciuto er en fiktiv person i tv-serien NCIS, portrætteret af den amerikanske skuespillerinde Pauley Perrette.
Abby hedder Abigail, men bliver kun kaldt det af dr. Donald Mallard. Abby er retsmedicinsk specialist på NCIS's hovedkvarter i Washington Navy Yard og er nærmest specialist i ballistik, digital retsvidenskab og DNA-analyse. 
Abby er det man kalder "goth" og bl.a. kalder Anthony D. DiNozzo hende for "Pigen der sover i en kiste" og "Den lykkeligste goth jeg nogen sinde har mødt".
Abby har en tøj-flodhest ved navn "Bert", som laver lyde og som Abby bruger når hun er ked af det. 
Ligesom Leroy Jethro Gibbs, drikker Abby meget koffein, men mest Caf-Pow! drikken (en fiktiv koffeindrik).